# Brian Oliván
Brian Oliván (Barcelona, 1994. április 1. –) spanyol korosztályos válogatott labdarúgó, az Espanyol hátvédje.

## Pályafutása

### Klubcsapatokban
Oliván a spanyolországi Barcelona városában született. Az ifjúsági pályafutását a helyi Barcelona csapatában kezdte, majd a portugál Braga akadémiájánál folytatta.
2014-ben mutatkozott be a bolgár CSZKA Szófia felnőtt keretében. 2014-ben a Valladolid, majd 2015-ben a Granada B szerződtette. A 2016–17-es szezonban a másodosztályban szereplő Cádiznál szerepelt kölcsönben. A lehetőséggel élve, 2017-ben a Cádizhoz igazolt. A 2019–20-as idényben a Girona csapatát erősítette kölcsönben. 2020-ban a Mallorcához csatlakozott. 2022. július 1-jén hároméves szerződést kötött az első osztályban érdekelt Espanyol együttesével. Először a 2022. augusztus 13-ai, Celta Vigo ellen 2–2-es döntetlennel zárult mérkőzésen lépett pályára. Első gólját 2023. február 13-án, a Real Sociedad ellen hazai pályán 3–2-re elvesztett találkozón szerezte meg.

### A válogatottban
Oliván az U16-os és az U17-es korosztályú válogatottakban is képviselte Spanyolországot.

## Statisztikák
2023. március 5. szerint
| Klub                | Szezon   | Osztály          | Bajnokság | Bajnokság | Kupa és Ligakupa | Kupa és Ligakupa | Nemzetközi | Nemzetközi | Összesen | Összesen |
| Klub                | Szezon   | Osztály          | Meccs     | Gól       | Meccs            | Gól              | Meccs      | Gól        | Meccs    | Gól      |
| ------------------- | -------- | ---------------- | --------- | --------- | ---------------- | ---------------- | ---------- | ---------- | -------- | -------- |
| Valladolid          | 2014–15  | Segunda División | 2         | 0         | 1                | 0                | —          | —          | 3        | 0        |
| Cádiz (kölcsönben)  | 2016–17  | Segunda División | 32        | 0         | 1                | 0                | —          | —          | 33       | 0        |
| Cádiz               | 2017–18  | Segunda División | 17        | 0         | 3                | 0                | —          | —          | 20       | 0        |
| Cádiz               | 2018–19  | Segunda División | 15        | 0         | 1                | 0                | —          | —          | 16       | 0        |
| Cádiz               | Összesen | Összesen         | 64        | 0         | 5                | 0                | 0          | 0          | 69       | 0        |
| Girona (kölcsönben) | 2019–20  | Segunda División | 10        | 0         | 3                | 0                | —          | —          | 13       | 0        |
| Mallorca            | 2020–21  | Segunda División | 30        | 0         | 1                | 0                | —          | —          | 31       | 0        |
| Mallorca            | 2021–22  | La Liga          | 28        | 1         | 4                | 0                | —          | —          | 32       | 1        |
| Mallorca            | Összesen | Összesen         | 58        | 1         | 5                | 0                | 0          | 0          | 63       | 1        |
| Espanyol            | 2022–23  | La Liga          | 23        | 1         | 3                | 0                | —          | —          | 26       | 1        |
| Összesen            | Összesen | Összesen         | 157       | 2         | 17               | 0                | 0          | 0          | 174      | 2        |

## Sikerei, díjai
Mallorca
- Segunda División
  - Feljutó (1): 2020–21